# Pásztor Virág
Pásztor Virág (Budapest, 2001. március 25. –) magyar sorozatszínész, énekes.

## Életpályája
Pásztor Virág színészi tanulmányait az Ász Drámaiskolában, a Kővirágok Musical képzésén, majd a Bánfalvy Ági Színészképzőben végezte. Első színházi szereplésére 2019-ben került sor a budapesti Fészek Művészklubban.
Színházi karrierje során kiemelkedő szerepet alakított az Édes-Keserű című musicalben, ahol a főszerepet játszotta Bencze Ilona és Bodrogi Gyula unokájaként.
Első televíziós főszerepét a Barátok közt című, az RTL csatorna leghosszabb ideje futó napi sorozatában kapta, ahol Berényi Timi szerepét formálta meg. Ezt követően a Hotel Margaret című sorozatban kapott főszerepet, Kozma Kíra szerepét alakította, majd a Keresztanyu című sorozatban epizódszerepet. Címszereplőt játszott a Ki vagy te? című, UFA produkciójában készült young adult sorozatban, továbbá szerepelt a Gólkirályság című heti sorozatban, ahol Csilla karakterét formálta meg.
2022-ben a Hotel Margaret sorozathoz Darvasi Áron által írt és előadott főcímdalban énekelt.
2025-ben a Pokoli rokonok egyik főszereplőjét, Guba Larát alakította, majd az Exek csatája narrátora volt.

## Színházi szerepei
| Színdarab        | Színházi hely                | Bemutatója       |
| ---------------- | ---------------------------- | ---------------- |
| A kék csodatorta | Fészek Művészklub (Budapest) | 2019. június 14. |

## Sorozatszereplések
| Év        | Cím            | Szerep       | Megjegyzés     | Csatorna |
| --------- | -------------- | ------------ | -------------- | -------- |
| 2018–2021 | Barátok közt   | Berényi Timi | Főszereplő     |          |
| 2021      | Keresztanyu    | Zsanett      | Epizódszereplő |          |
| 2022      | Hotel Margaret | Kozma Kira   | Főszereplő     |          |
| 2022–2023 | Ki vagy te     | Berényi Timi | Főszereplő     |          |
| 2023–     | Gólkirályság   | Csilla       | Mellékszereplő |          |
| 2025–     | Pokoli rokonok | Guba Lara    | Főszereplő     |          |
| 2025      | Hunyadi        | Háremhölgy   | Epizódszereplő |          |